# Hermila Galindo
Pour les articles homonymes, voir Galindo (homonymie).
Hermila Galindo Acosta (aussi connue comme Hermila Galindo de Topete), née le 2 juin 1886 à Lerdo (État du Durango, Mexique) et morte le 18 août 1954 à Mexico, est une féministe et écrivaine mexicaine. Comptant parmi les pionnières du féminisme radical mexicain, elle s'engage sur les sujets de l'éducation sexuelle dans les écoles, du droit de vote des femmes et du divorce. Elle est l'une des premières féministes qui considère publiquement que le catholicisme au Mexique contrecarre leurs objectifs. Elle est aussi la première Mexicaine à se présenter lors d'un scrutin.

## Biographie

### Jeunesses et études
Hermila Galindo est la fille de Rosario Galindo et Hermila Acosta. Sa mère meurt trois jours après sa naissance et elle est élevée par sa tante. Elle commence ses études à Lerdo et part ensuite étudier dans une école industrielle de l'État du Chihuahua, pour faire un apprentissage en comptabilité, en sténographie, en télégraphie, en dactylographie, ainsi qu'en anglais et en espagnol. À l'âge de 13 ans, elle retourne dans la maison familiale à la suite de la mort de son père et donne des cours privés de sténographie et de dactylographie pour les enfants. En 1911, elle déménage à Mexico.

### Militantisme féministe
EN 1906, Hermila Galindo est membre des Admiradoras de Juárez (littéralement, « Les admiratrices de Juárez ») dont l'objectif est d'obtenir le droit de vote pour les femmes, groupe cofondé par Eulalia Guzmán, Laura N. Torres et Luz Vera.
En arrivant à Mexico, Hermila Galindo rejoint un club libéral et en 1914 Venustiano Carranza la remarque alors qu'elle donne un discours pour l'accueillir à son retour dans la capitale. Il lui offre la possibilité de travailler avec lui dans l'État de Veracruz. Elle devient sa secrétaire particulière et se rallie au mouvement libéral pour les droits des femmes mexicaines. Carranza soutient ses efforts, lui permettant de diffuser la propagande féministe dans les États mexicains du Sud comme Tabasco, Campeche, et le Yucatan, et dans les États traditionnellement libéraux de Veracruz, de Coahuila, de San Luis Potosí et de Nuevo León. Carranza, la désigne également comme sa représentante à Cuba et en Colombie pour faire connaître ses politiques en Amérique latine. 
En 1915, elle fonde le magazine La Mujer Moderna (La Femme moderne), qui durera quatre ans. En plus de discuter des idées féministes, le magazine fait de la propagande pour Carranza,. Des articles y expriment aussi une critique à l'encontre de l'Église catholique et de ses méthodes pour contrôler les femmes. 
Comptant parmi les premières féministes mexicaines à parler de l'Église et de sa vision des femmes, Hermila Galindo collabore avec de nombreux autres journalistes et féministes, la majorité de ces femmes étant originaires d'Espagne et se battant pour les mêmes droits que leur collègue mexicaine. Parmi les collaboratrices du journal figurent María Luisa de la Torre de Otero, Clarisa P. de Torres, Julia D. Febles Cantón Vda. de Palomeque, Micaela Rosado de P., Bolivia M. de Rivas, Rosario Rivas Hernández, María Pacheco, Artemisa N. Sanz Royo, et Luz Calva. Bien qu'il s'agisse d'une revue féministe, La Mujer Moderna comprend également des hommes journalistes. Hermila Galinda écrit par la suite la biographie de Carranza ainsi que cinq autres livres. L'un d'eux, Un presidenciable: el general Don Pablo Gonzalez, s'intéresse à Pablo Gonzalez Garza, général pendant la Révolution mexicaine, sous la présidence de Carranza.
À cette époque, son point de vue sur l'éducation sexuelle et la sexualité des femmes est considéré comme très radical, voire controversé. Pendant le congrès féministe de 1916, auquel elle n'assiste pas, César González, un administrateur de l'enseignement de Carranza, lit une déclaration dans laquelle Hermila Galindo attaque le « double standard (= deux poids, deux mesures) » masculin au Mexique. Après cette lecture, des groupes de femmes conservatrices se mobilisent pour soutenir le rôle traditionnel de la femme et s'opposer à leur éducation.
Carranza permet à Hermila Galindo de soumettre une proposition pour l'égalité des femmes à l'Assemblée constitutionnelle de 1917, mais l'article est finalement retiré de l'ordre du jour définitif. Son soutien pour Carranza est manifeste dans ses écrits, considérant qu'il peut permettre de conduire à une révolution sociale et de légaliser le suffrage féminin. En fin de compte, le président ne met pourtant pas en œuvre le changement promis. Au lieu de cela, il dirige un régime corrompu, ce qui laisse Hermila Galindo désabusée.
Le 2 mars 1917, elle dépose sa candidature pour le poste de député de la 5e circonscription de la ville de Mexico. L'historien Gabriela Cano indique que « c'était la première fois que, au Mexique, une femme se présente pour un poste électoral ». Elle l'emporte mais le collège électoral rejette ces résultats, affirmant respecter la loi interdisant aux femmes d'être élues. Hermila Galindo accepte cette issue défavorable. Toutefois, il apparaît évident que, par cette initiative, elle souhaitait surtout montrer publiquement que les femmes pouvaient être élues.
En 1923, elle assiste à un congrès féministe dans l'État de Tabasco et anime plusieurs clubs révolutionnaire dans les États de Campeche, de Tabasco, du Veracruz, et du Yucatan. Elle se marie cette année-là et met fin son engagement politique.
En 1952, elle devient la première femme membre d'un congrès fédéral au Mexique et, un an plus tard, le gouvernement mexicain vote pour l'ouverture du droit de vote aux femmes dans tout le pays.
Elle meurt le 18 août 1954 à Mexico.
Le 2 juin 2018, un Google Doodle fête son 132e anniversaire.

## Publications
- La Mujer moderna (1915-1919)
- Estudio de la Srita. Hermila Galindo: con motivo de los temas que han de absolverse en el Segundo Congreso Feminista de Yucatán, Noviembre 20 de 1916 (1916)
- La doctrina Carranza y el acercamiento indo-latino (1919)
- L'onu presidenciable: el général Don Pablo Gonzalez (1919)
- « Mi grano de arena fr esa hermosa main-d'œuvre » dans La doctrina Carranza y el acercamiento indolatino, p. 159-67. Mexico 1919.